# Ngột Truật
Hoàn Nhan Tông Bật (chữ Hán: 完顏宗弼; Phiên âm: Wán Yán Zōng Bì; ?-19 tháng 11 năm 1148), hay thường được gọi là Ngột Truật (chữ Hán: 兀朮 hay 兀术; Phiên âm: Wù Zhú) hoặc Kim Ngột Truật (金兀朮), cũng có những cách chuyển tự khác là Oát Xuyết (斡啜) hay Oát Xuất (斡出), Ô Châu (乌珠), là nhà chính trị và là danh tướng nhà Kim trong lịch sử Trung Quốc. Ông có công lao lớn trong việc mở mang bờ cõi nước Kim về phía nam, từ phía đông bắc Trung Quốc ngày nay tới bờ bắc sông Hoài.

## Thân thế
Hoàn Nhan Tông Bật vốn người gốc ở An Xuất, Hổ Thủy. Ông là con trai thứ tư của Kim Thái Tổ Hoàn Nhan A Cốt Đả, vẫn thường được gọi là "tứ hoàng tử".
Ngột Truật sinh ra và lớn lên trong quân ngũ, từ nhỏ ông đã có tính khí quật cường. Ông có sức khỏe theo học võ, có tài cưỡi ngựa và bắn tên. Anh ông là Hoàn Nhan Tông Vọng cũng là người giỏi chiến trận và là tướng nhà Kim.

## Nam tiến lần thứ nhất
Lần đầu tiên Ngột Truật xuất trận là khi vua cha A Cốt Đả khởi binh đánh nhà Liêu. Ông theo anh Tông Vọng đi đánh tướng Liêu là Việt Lư Bột Cổ và Dã Lý Tư Hậu. Quân Kim đánh bại quân Liêu. Trong trận này, Ngột Truật không còn một mũi tên nào đã tự mình xông lên cướp giáo của quân Liêu, giết được 8 lính Liêu và bắt sống 5 người khác. Kể từ trận này ông bắt đầu nổi danh.
Năm 1126, sau khi đã diệt được nhà Liêu, Kim Thái Tông Hoàn Nhan Thịnh (em Kim Thái Tổ, chú Ngột Truật) phát động đại chiến đánh Bắc Tống. Ngột Truật tham gia cầm quân nam tiến. Ông tiến đánh hạ được Thang Âm, hàng phục 3000 quân Tống rồi tiến vào Ngự Hà, Biện châu. Ông mang 3000 kị binh uy hiếp kinh thành Bắc Tống. Tống Huy Tông sợ hãi bỏ thành chạy ra ngoài. Ngột Truật điều hơn 100 kị binh truy đuổi nhưng không kịp. Ông thu được hơn 3000 con ngựa chiến trở về.
Năm 1127, Hoàn Nhan Tông Vọng qua đời, người anh thứ của ông là Tông Phụ trở thành Hữu phó nguyên soái. Ngột Truật mang quân theo Tông Phụ đi đánh Thanh châu. Quân Kim đột kích bất ngờ, đánh bại tướng Tống là Đặng Tông Mạnh. Sau đó Tông Bật mang quân đánh bại toán cướp Triệu Thành tại Lâm Câu và đại phá quân Tống do Hoàng Quỳnh Quân chỉ huy.
Khi Hoàn Nhan Tông Phụ lui quân, có 3 vạn quân Tống chặn đường trên bờ sông Hoàng Hà. Ngột Truật mang quân đột phá, giết hơn 1 vạn quân Tống. Quân Tống buộc phải giải vây.

## Nam tiến lần thứ hai

### Vượt sông Trường Giang
Sau khi 2 vua Tống là Huy Tông và Khâm Tông bị bắt, một hoàng tử nhà Tống là Triệu Cấu chạy về nam tái lập nhà Tống, tức là Nam Tống. Năm 1129, Kim Thái Tông hạ lệnh cho Tông Phụ và Tông Bật mang quân đánh Nam Tống mới hình thành.
Quân Kim vượt sông Hoàng Hà rồi chia làm 2 cánh. Tông Bật lĩnh 10 vạn quân đánh phủ Khai Đức nhưng bị thiếu lương nên ông mang quân quay lại đánh Bộc châu. Ngột Truật cử tướng tiên phong Ô Lâm Đáp Thái tiến lên trước, đại phá 20 vạn quân Tống của Vương Thiện. Hạ được Bộc châu, Ngột Truật thừa thắng chiếm luôn 5 huyện lân cận.
Ngột Truật mang quân quay lại đánh phủ Khai Đức. Ông tự mình đi đầu, công phá được thành. Sau đó Ngột Truật lại tiến đánh phủ Đại Danh. Quân Kim dưới quyền chỉ huy của ông chiến đấu hăng hái hạ được phủ này. Phần lớn Hà Bắc đã lọt vào tay quân Kim. Tống Cao Tông nghe tin mất Hà Bắc, sợ hãi bỏ Dương châu chạy về Giang Nam.
Sau khi hợp binh với Tông Phụ, Tông Bật lại được lệnh làm thống soái lãnh cánh quân phía đông vượt qua sông Hoài đánh vào Giang-Triết. Khi tiến đến Quy Đức, Ngột Truật mang quân áp sát thành, đặt hỏa pháo ngay trên bờ hào. Quân Tống trong thành sợ hãi xin hàng.
Ngột Truật sai bộ tướng A Lý và Bồ Lỗ mang quân đánh Thọ Xuân. An phủ sứ nhà Tống là Mã Thế Nguyên xin hàng. Quân Kim tiếp tục tiến xuống Lư châu, thu phục được cánh quân của Vương Thiện ở huyện Sào.
Tướng Tống là Lịch Quỳnh mang hơn 1 vạn quân ra chặn đánh, Tông Bật sai bộ tướng Đương Hải ra tiếp chiến, đánh bại Lịch Quỳnh. Quân Kim thừa thắng tiến lên chiếm được Hòa châu.
Ngột Truật mang đại quân từ Hòa châu vượt sông Trường Giang tiến xuống Giang Ninh. Thống soái quân Tống là Đỗ Sung mang 6 vạn quân ra địch. Ngột Truật sai các bộ tướng Cốt Lư Bổ, Đương Hải, Định Hổ và Đại Bạch hợp lại cùng nhau đánh bại được Đỗ Sung. Tướng Tống là Trần Bang Quang ra hàng Kim. Ngột Truật để Trường An Nô và Oát Lý Dã giữ Giang Ninh, cử A Lỗ Bổ mang quân đánh các huyện xung quanh, chiếm được Thái Bình châu, Hào châu và các huyện Câu Dung, Phiêu Dương. Sau đó Ngột Truật mang quân quay trở lại đánh bại tướng Tống là Trương Vĩnh. Tướng Đỗ Sung ra đầu hàng. Trận đánh này quân Kim xóa sổ toàn bộ phòng tuyến của Nam Tống ở sông Trường Giang, giành thắng lợi toàn diện.

### Truy đuổi Tống Cao Tông
Trên đà thắng lợi, Ngột Truật được lệnh lùng bắt vua Tống mới là Triệu Cấu. Ông mang quân xuống vùng Giang Triết. Triệu Cấu ban đầu ở Dương châu, bỏ chạy về Kim Lăng, khi quân Kim đánh tới Kim Lăng lại bỏ nơi này chạy về Lâm An. Ngột Truật điều quân đánh Quảng Đức quân và An Cát quân.
Tháng 12 năm 1129, Ngột Truật đưa quân vượt núi Độc Tùng Lĩnh hiểm trở, đánh vào Hàng châu. Tống Cao Tông nghe tin quân Kim tiến đánh đã sợ hãi bỏ chạy về Việt châu. Ngột Truật tiến vào chiếm đóng Lâm An, sai A Lý và Bồ Lỗ Hồn mang 4000 tinh binh đuổi theo vua Tống. Tại Việt châu, Triệu Cấu nghe tin Lâm An thất thủ vội chạy về Minh châu. Tướng Kim là Ngoa Lỗ Bổ và Thuật Liệt Tốc tiến đánh Việt châu, Việt châu đầu hàng.
Sau đó quân Kim cùng tiến, bộ tướng của Ngột Truật là Đại Bạch đánh bại tướng Tống là Chu Uông; còn A Lý và Bồ Lỗ Hồn đánh tan 3000 quân Tống, vượt Tào Nga đến cách Minh châu 25 dặm. Tướng Tống là Trương Tuấn mang quân hộ giá. Triệu Cấu giao lại Minh châu cho Tuấn rồi bỏ thành chạy về Định Hải.
Ngột Truật tiến đến thành Minh châu, ra sức công phá. Trong thành, Trương Tuấn cùng quân Tống chống trả quyết liệt, cố cầm chân quân Kim cho vua Tống chạy thoát. Ngột Truật bèn tập trung nhiều cánh quân cùng công phá Minh châu. Trương Tuấn biết mình ít quân khó giữ thành, bèn bỏ Minh châu chạy về Đài châu.
Tông Bật chiếm được Minh châu, bèn tiếp tục đuổi theo Triệu Cấu. Vua Tống cùng 20 chiến thuyền lớn từ Định Hải bỏ chạy ra biển. Ngột Truật cũng điều A Lý và Bồ Lỗ Hồn mang thuyền đuổi ra ngoài biển. Quân Kim đuổi 300 dặm nhưng không theo kịp thuyền vua Tống, phải quay trở về.
Ngột Truật lui về Hàng châu để chuẩn bị đánh lấy Tú châu. Tướng Kim là Xích Trản Huy đánh tan quân Tống, chiếm được Bình Giang.
Trong trận ra quân này, Ngột Truật chủ trương bắt vua Tống, nhưng không đạt kết quả. Quân Kim phải trải dài trên nhiều phòng tuyến từ Hoài Bắc tới Triết Giang, bị dân Giang Nam tập kích nhiều lần, tình thế bất lợi. Vì vậy Ngột Truật không thể lưu lại lâu, quyết định triệt thoái về bắc.

### Đối địch với Hàn Thế Trung
Ngột Truật dự định từ Trấn Giang vượt sông rút về bắc dọc theo Vận Hà. Tướng Tống là Hàn Thế Trung mang quân phục ở Trấn Giang đón sẵn. Hai bên giao tranh ác liệt. Quân Kim chiến thuyền nhỏ, lại không thạo thủy chiến nên bị quân Tống đánh bại, rơi vào thế bất lợi. Có vài trăm quân người Hán lẫn Khiết Đan trong hàng ngũ quân Kim bị chết đuối.
Ngột Truật cho quân đi ngược về phía tây, tìm bến khác để sang sông. Hàn Thế Trung đuổi theo, bố trí lực lượng tập kích quân Kim. Quân Kim ra sức chém giết, cướp được 10 thuyền lớn của quân Tống. Ngột Truật cho quân đi dọc theo bờ sông. Hàn Thế Trung có lợi thế nhiều thuyền, cũng chạy dọc bờ sông đuổi theo quân Kim, thuyền nối nhau dài mấy dặm. Quân Tống đêm đêm bơi thuyền sang khiêu chiến, quân Kim không quen sông nước phải chống đỡ vất vả. Cuối cùng 10 vạn quân Ngột Truật bị Hàn Thế Trung dồn vào vũng Hoàng Thiên. Quân Kim mắc kẹt trong vũng, Ngột Truật xin Thế Trung cho giảng hòa không được, lại xin hiến ngựa hay, nhưng Thế Trung không chịu.
Quân Kim bị quân Tống vây khốn trong vũng 40 ngày. Ngột Truật được một người Mân (vùng Phúc Kiến) hiến kế đào một con kênh thông ra sông Trường Giang để lấy đường về. Ngột Truật theo kế làm, sai quân theo dòng cũ của sông Quán Hoa, cho quân sĩ đào ngày đêm một con kênh dài 30 dặm thông đến Tần Hoài. Tháng 4 năm 1130, quân Kim theo đó thoát ra khỏi vũng Hoàng Thiên.
Khi Hàn Thế Trung phát hiện quân Kim ra khỏi vũng, bèn mang quân đuổi đánh thì quân Kim đã đến Ninh Giang và được 2 tướng Di Thích Cổ từ Thiên Trường và Đáp Thái từ Ô Lâm tới cứu viện. Ba đạo quân Kim hợp lại đánh lui quân Tống.
Ngột Truật hợp binh với 2 tướng cùng rút từ Giang Ninh về bắc. Hàn Thế Trung mang đội thuyền lớn đón ở cửa sông, định nhân thuận dòng nước từ hai bên trái phải dìm chết quân Kim. Ngột Truật lại theo kế người Mân, bèn chọn 10 lính thiện xạ ngồi lên thuyền nhỏ, bơi đến gần thuyền quân Tống, dùng tên lửa bắn cháy các cánh buồm. Thuyền quân Tống bị cháy buồm, lan ra các thuyền khác. Các thuyền lớn không thể đi nhanh được nữa, Ngột Truật thừa thế thúc quân tiến đánh, giết được 2 tướng Tống. Quân Tống bại trận phải lui 70 dặm trở lại Trấn Giang. Ngột Truật chuyển bại thành thắng, phá được vòng vây trở về bắc.
Về sau trong những lần gặp người thân kể lại trận này, Ngột Truật đều rơi nước mắt than thở.

## Nam tiến lần thứ ba

### Trận Phú Bình
Năm 1130, Hoàn Nhan Tông Bật lại cùng Tông Phụ mang quân đến Thiểm Tây cứu viện cho tướng La Sách đang giao chiến tại đây. Tháng 9 năm đó, ông cùng Tông Phụ và La Sách hợp binh tấn công Phú Bình.
Tướng Tống là Trương Tuấn đối địch với ông năm trước đã trở thành Xuyên Thiểm tuần phủ sứ, cùng Ngô Giới có 40 vạn quân, nhiều hơn bên Kim, phía Kim còn bị bất lợi nữa là phía bắc Phú Bình toàn đầm lầy, khó tiến lên được.
Trong khi các tướng Tống còn tranh luận về kế đánh chưa thống nhất thì Tông Bật và Tông Phụ đã cho quân dùng xe chở đất lấp đầy các đầm lầy. Quân Kim tiến đến gần trại Tống, quân Tống chia 5 đường xông ra vây bọc quân Kim. Các đạo kị binh bên Kim thiện chiến, thạo đánh trên mặt bằng, phá vỡ vòng vây quân Tống. Cả năm cánh quân Tống thua chạy tan tác, quân Kim đánh chiếm được Phú Bình.
Mất Phú Bình, quân Tống tại Thiểm Tây bị chấn động mạnh. Thừa thắng, Ngột Truật và A Lư mang quân chiêu hàng 2 lộ quân Tống tại Hi Hà và Kinh Nguyên, mở rộng vùng đất của nhà Kim tới Cam Túc và Thiểm Tây.

### Trận Hòa Thượng
Mùa đông năm 1131, Ngột Truật từ Thiểm Tây sang đánh Hòa Thượng. Tướng Tống trấn thủ là Ngô Giới vừa bị thua ở Phú Bình rất cảnh giác phòng thủ và được giúp nhiều lương thực.
Cánh quân tiên phong do Ngột Truật phái đi gặp bất lợi khi giao chiến với Ngô Giới. Ông lĩnh 10 vạn quân bắc cầu phao vượt qua sông Vị, lập doanh trại liên hoàn, suốt đến Bảo Kê. Tháng 10 năm đó, Ngột Truật ra lệnh tấn công. Ngô Giới dùng cung tên chống lại, quân Kim không thể tiến lên được, phải lui lại, bị rơi vào phục binh của Ngô Giới. Quân Kim rối loạn rút lui, bản thân Ngột Truật bị trúng tên, phải lui đại quân về.
Mùa đông năm 1133, Ngột Truật mang quân tấn công Hòa Thượng lần thứ hai. Lần này ông không đi đường vòng mà đánh vào chính diện. Nhân một đêm trời đầy tuyết, quân Kim từ trong rừng bất ngờ tiến binh. Quân Tống không kịp phòng bị, bị đánh tan rã. Ngột Truật chiếm được Hòa Thượng.
Tháng 3 năm 1134, Ngột Truật mang quân tấn công thẳng Tiên Nhân Quan. Lần này ông lại gặp Ngô Giới và Ngô Lân. Ngột Truật không chuẩn bị kỹ, lại bị Ngô Giới đánh bại, phải lui về Thiểm Tây.

## Giết Thát Lại
Năm 1135, Kim Thái Tông xét công lao của ông, phong làm Hữu phó nguyên soái, tước Thẩm vương.
Cùng năm đó Thái Tông qua đời, con là Hoàn Nhan Đản còn nhỏ lên thay, tức là Kim Hi Tông. Quyền hành trong triều đình vào tay Hoàn Nhan Tông Bàn và Thát Lại.
Thát Lại là người theo chủ trương nghị hòa với Tống. Lúc đó ngoài mặt trận, quân Tống dưới sự chỉ huy của Nhạc Phi và Hàn Thế Trung đã giành nhiều thắng lợi, chiếm lại nhiều đất đai quân Kim chiếm được trước đây. Do đó Thát Lại muốn cắt Hà Nam cho Tống để chấm dứt chiến tranh. Theo lời Thát Lại, Kim Hi Tông sai Trưởng Thông Cổ đi Giang Nam nghị hòa với Tống Cao Tông vào năm 1136. Năm 1139, Cao Tông cử Hàn Tiêu Trụ sang Kim đáp lễ và sai Vương Luân sang xin xác Tống Huy Tông mất từ năm 1135 và mẹ Cao Tông còn sống về nước.
Đúng lúc sứ Tống đến thì Hoàn Nhan Tông Bật cũng về triều nhận chức nguyên soái. Ông cương quyết phản đối giảng hòa với Tống, nhất là việc cắt Hà Nam và Thiểm Tây. Điều đó khiến Tông Bật mâu thuẫn với Tông Bàn và Thát Lại
Không lâu sau Tông Bàn chết, Tông Bật tố cáo việc Thát Lại nhận hối lộ của sứ Tống và tâu Kim Hi Tông xin giết Thát Lại, thu hồi đất đai.
Lúc đó Thát Lại và Cốt Lại đang ở Yên Kinh, đang định làm phản. Kim Hi Tông bèn giao quân cho Tông Bật đi đánh Thát Lại. Thát Lại được tin Tông Bật sắp kéo đến, vội bỏ thành chạy về phía nam. Khi Thát Lại chạy đến gần biên giới với Tống thì Tông Bật đuổi kịp, giết chết Thát Lại tại Kỳ châu.

## Nam tiến lần thứ tư
Sau khi Thát Lại chết, Kim Hi Tông theo chủ trương của Tông Bật, muốn ra quân thu hồi đất bị mất, giao binh quyền cho ông.
Ngột Truật chia quân làm hai lộ, tự mình đi đánh Hà Nam. Ông lệnh cho tướng Tản Li Hạt ra Hà Trung rồi tiến đến Thiểm Tây. Trong khi đó các tướng bên Tống là Nhạc Phi và Hàn Thế Trung chia nhau đóng giữ các nơi hiểm yếu ở Hà Nam.
Ngột Truật sai Khổng Ngạn Chu đi đánh vùng Biện châu và phía tây Trịnh châu, Vương Bá Long đi đánh Trần châu, Lý Thành đánh Lạc Dương, còn tự ông đánh Bạc châu và phủ Thuận Dương.
Quân Kim xuất chiến chỉ trong 1 tháng đã chiếm lại được Hà Nam cùng với Tung châu và Nhữ châu. Tuy nhiên sau đó Ngột Truật bị thất trận ở Thuận Xương, 10 vạn quân Kim bị tướng Tống là Lưu Kỳ đánh bại.
Sau đó Ngột Truật lại tập trung 30 vạn quân đánh vào Yển Thành - bộ chỉ huy của Nhạc Phi, nhưng bị Nhạc Phi đánh cho thua lớn. Quân Kim tổn thất nặng, con rể Ngột Truật là Hạ Kim Ngô tử trận, Phó thống quân Niêm Hãn Bột Cận bị trọng thương.
Ngột Truật rút về Khai Phong. Nhạc Phi định mang quân đánh Khai Phong để thu phục cựu đô thì Tống Cao Tông theo chủ trương nghị hòa của Tần Cối, ra lệnh cho Nhạc Phi và các cánh quân Hàn Thế Trung, Lưu Kỳ, Trương Tuấn đồng loạt rút lui. Các tướng Tống bất đắc dĩ phải nghe theo.
Kim Hi Tông sai sứ đến động viên ông. Sau đó quân Kim đánh vài trận nhỏ, chiếm được 3 huyện Cương, Thạch và Đức.

## Nam tiến lần thứ năm
Đầu năm 1142 dương lịch, Tống Cao Tông theo lời Tần Cối, sát hại tướng Nhạc Phi. Ngột Truật nhân thời cơ đó bèn xin Kim Hi Tông đánh Tống. Hi Tông chấp thuận, Ngột Truật lại mang quân nam tiến.
Quân Kim tiến đến bờ sông Hoài, không vội giao tranh mà tạm đóng binh lại, cốt gây sức ép cho Tống Cao Tông phải chấp nhận rút hẳn về Hoài Nam, lấy sông Hoài làm ranh giới.
Tống Cao Tông chấp nhận đề nghị của phía Kim, triệt thoái hết lực lượng về bờ nam sông Hoài. Ngột Truật rút quân.
Tháng 2 âm lịch năm đó, vua Tống lại sai Hà Trù đi sứ, xưng thần với vua Kim và xin giữ lệ cống nạp hằng năm.

## Qua đời
Sau lần ký hòa ước đó, Hoàn Nhan Tông Bật được phong làm Thái phó. Vua Kim trích lấy trong số cống phẩm của nhà Tống ra ban cho ông, gồm ngựa và người mỗi thứ 1000, lạc đà 100 con, dê 1 vạn con. Hàng năm khi nhà Tống đưa cống phẩm sang, ông đều được vua Kim ban cho vàng và lụa.
Tông Bật xin nghỉ hưu nhưng Kim Hi Tông không chấp thuận. Năm 1147, ông được phong là Thái sư, Đô nguyên soái, lĩnh Tam tỉnh sự.
Ngày 7 tháng 10 ÂL năm Hoàng Thống thứ 8 (tức 19 tháng 11 năm 1148), ông ốm và qua đời, không rõ bao nhiêu tuổi. Năm 1175, Kim Thế Tông đặt tên thụy cho ông là Trung Liệt. Năm 1178, ông được thờ ở Thái miếu nước Kim.

## Trong văn học
Ngột Truật được nhắc đến là nhân vật đối địch với Nhạc Phi trong tiểu thuyết Nhạc Phi diễn nghĩa. Tác giả đứng về phe Tống, đã mô tả Ngột Truật là nhân vật phản diện. Kết cục của ông cũng được hư cấu bằng tình tiết trong đoạn cuối tác phẩm:
Sau khi Nhạc Phi bị vua Tống giết, Ngột Truật mang quân đi đánh Tống, đụng độ với bộ tướng của Nhạc Phi là Ngưu Cao. Ngột Truật ngã ngựa, bị Ngưu Cao bắt sống cưỡi lên lưng. Ngột Truật bị nhục nhã uất quá hộc máu mà chết, còn Ngưu Cao quá phấn khích cười sằng sặc và cũng chết luôn trên lưng Ngột Truật.
Sự thực, cả Ngưu Cao và Ngột Truật còn sống sau lần ông nam tiến cuối cùng năm 1142. Ngưu Cao qua đời trước Ngột Truật 1 năm (1147) do bị đầu độc.

## Trong phim ảnh
Ngột Truật xuất hiện trong bộ phim truyền hình cổ trang Tinh Trung Nhạc Phi công chiếu năm 2013 tại Trung Quốc và được thủ vai bởi nam ca sĩ kiêm diễn viên Lưu Thừa Tuấn.